# Psellonus
Psellonus is een monotypisch geslacht van spinnen uit de  familie van de Philodromidae (renspinnen).

## Soort
- Psellonus planus Simon, 1897